# Kuźniki (Wrocław)
Kuźniki (niem. Schmiedefeld) – osiedle w zachodniej części Wrocławia, w byłej dzielnicy Fabryczna. W granicach miasta od 1928 roku.
Pierwsza wzmianka w 1288. W połowie XIV wieku 11-łanowy folwark. W 1845 miała 180 mieszkańców, dwór, folwark, 23 domy, gospodę, trzy zakłady rzemieślnicze, dwa sklepy. Stacja kolejowa na linii Wrocław Gł.-Rudna Gwizdanów (obecna linia kolejowa nr 273) powstała w Kuźnikach w 1874. Do II wojny światowej istniała tam niewielka fabryka parowozów wąskotorowych Feldbahn- und Lokomotivfabrik Smoschewer & Co, później przemianowana na Budich. 
Podczas oblężenia Festung Breslau w 1945 Kuźniki zajęte zostały przez Rosjan już w marcu, ale 29 marca doszło do kontrataku spadochroniarzy niemieckich. Użyli oni wówczas broni chemicznej (prawdopodobnie tabunu; ładunki z tym gazem nazywali Pissbeuteln, tj. dosłownie "worki z sikami") wrzucając je do piwnic zajętych przez obrońców tak, że później przez wiele dni przechodząc tamtędy trzeba było używać masek przeciwgazowych. Armia Czerwona zajęła Kuźniki ponownie 1 kwietnia. Po 1945 przejściowo nosily one nazwę Hermanowo
Kuźniki od południa i północy oddzielone są liniami kolejowymi nr 273 Wrocław - Szczecin od północy i nr 275 Wrocław - Gubinek od południa, krzyżującymi się na wschodzie osiedla. Od zachodu granicę stanowi rzeka Ślęza. Od południa Kuźniki graniczą z osiedlem Nowy Dwór. Na północny zachód od Kuźnik, oddzielone linią kolejową głogowską (mieści się tu na niej stacja Wrocław Kuźniki), leży osiedle Gądów Mały.
Główna część osiedla składa się z małych, 4-piętrowych bloków, wybudowanych około roku 1980. Na osiedlu są również grupy domków jednorodzinnych i szeregowców. Osiedle liczy 6600 mieszkańców. Główne ulice to: Żernicka, Hermanowska, Sarbinowska, Koszalińska, Dźwirzyńska, Majakowskiego, Międzyzdrojska oraz Kołobrzeska.
Na osiedlu znajduje się publiczna szkoła podstawowa nr 37 im. Kardynała Stefana Wyszyńskiego oraz kościół pw. św. Andrzeja Boboli.
Osiedle skomunikowane jest z resztą miasta dziennymi liniami autobusowymi komunikacji miejskiej o numerach: 122, 126, 128, 129 i 149, jak również linią nocną 246.